# Giorgio Pellini
Giorgio Pellini (* 20. července 1923 – 14. června 1986 Livorno, Itálie) byl italský sportovní šermíř, který kombinoval šerm fleretem a šavlí. Itálii reprezentoval ve čtyřicátých a padesátých letech. Na olympijských hrách startoval v roce 1948 v soutěži družstev v šermu fleretem a v roce 1952 v soutěži družstev v šermu fleretem a šavlí. V roce 1949 obsadil druhé místo na mistrovství světa v soutěži jednotlivců v šermu šavlí. S italským družstvem fleretistů vybojoval na olympijských hrách 1948 a 1952 stříbrné olympijské medaile a na olympijských hrách 1952 přidal další stříbrnou olympijskou medaili s družstvem šavlistů. S družstvem fleretistů vybojoval v roce 1949 a 1950 titul mistra světa a v roce 1949 vybojoval titul mistra světa s družstvem šavlistů.